# Dalbergia latifolia
Dalbergia latifolia (danh pháp đồng nghĩa Dalbergia emarginata) là một loài cây gỗ, bản địa những khu rừng nhiệt đới gió mùa nam Ấn Độ. Đây là cây thường xanh và đạt chiều cao đến 40 mét (dù ở nơi nó có thể rụng lá theo mùa).